# Battarrea
Battarrea Pers. (szczudłówka) – rodzaj grzybów z rodziny pieczarkowatych (Agaricaceae).

## Systematyka
Pozycja w klasyfikacji: Battarrea, Agaricaceae, Agaricales, Agaricomycetidae, Agaricomycetes, Agaricomycotina, Basidiomycota, Fungi (według Index Fungorum).
Takson utworzył Christiaan Hendrik Persoon w 1801 r. Synonimy naukowe: Dendromyces Libosch., Sphaericeps Welw. & Curr.
Polską nazwę podał Władysław Wojewoda w 2003 r. W polskim piśmiennictwie mykologicznym gatunek ten opisywany był też jako batarówka.
Gatunki występujące w Polsce:
- Battarrea phalloides (Dicks.) Pers. 1801 – szczudłówka piaskowa

Nazwy naukowe na podstawie Index Fungorum Wykaz gatunków i nazwa polska według W. Wojewody.